# Coregonus fatioi
Coregonus fatioi är en fiskart som beskrevs av Kottelat, 1997. Coregonus fatioi ingår i släktet Coregonus och familjen laxfiskar. IUCN kategoriserar arten globalt som livskraftig. Inga underarter finns listade i Catalogue of Life.